# Tetracanthella bichaeta
Tetracanthella bichaeta är en urinsektsart som beskrevs av Potapov och Louis Deharveng 2005. Tetracanthella bichaeta ingår i släktet Tetracanthella och familjen Isotomidae. Inga underarter finns listade i Catalogue of Life.